# Серапетрона
Серапетрона (итал. Serrapetrona) насеље је у Италији у округу Мачерата, региону Марке.
Према процени из 2011. у насељу је живело 212 становника. Насеље се налази на надморској висини од 441 м.

## Становништво
| 1931. | 1936. | 1951. | 1961. | 1971. | 1981. | 1991. | 2001. | 2011. |
| ----- | ----- | ----- | ----- | ----- | ----- | ----- | ----- | ----- |
| 1.764 | 1.836 | 1.651 | 1.321 | 951   | 828   | 850   | 894   | 1.008 |